# قانون سوسكا (مسلسل)
قانون سوسكا  مسلسل تلفزيوني مصري لم يعرض بعد توقف المسلسل عده مرات بسبب مشاكل إنتاجية تم تصوير 70%  من المسلسل وبالرغم من ذلك لم يكتمل بسبب توقف منتج العمل عن استكماله بحسب كلام الفنان القديرة سهير البابلي. تدور أحداث المسلسل حول دكتورة مصرية تُدعى رقية (سهير البابلي) عاشت فترة كبيرة في كندا، حين يتوفى زوجها تقرر العودة من جديد لمصر، سرعان ما تشعر بالملل، ولذلك تقرر تحويل منزلها لبيت للمغتربات، وتتعرف على مشاكل الفتيات وتُصدم بسبب التغيرات الاجتماعية والثقافية التي طرأت على المجتمع، فتحاول مساعدتهن وتحسين قيمهن، لكنها في المقابل تواجه العديد من العراقيل.

## طاقم العمل
- سهير البابلى
- عزت أبو عوف
- أنجى إباظه
- شيرين
- رامي غيط
- رشا نور الدين
- ليندا فهمي
- سماح غندور